# Boeing B-47

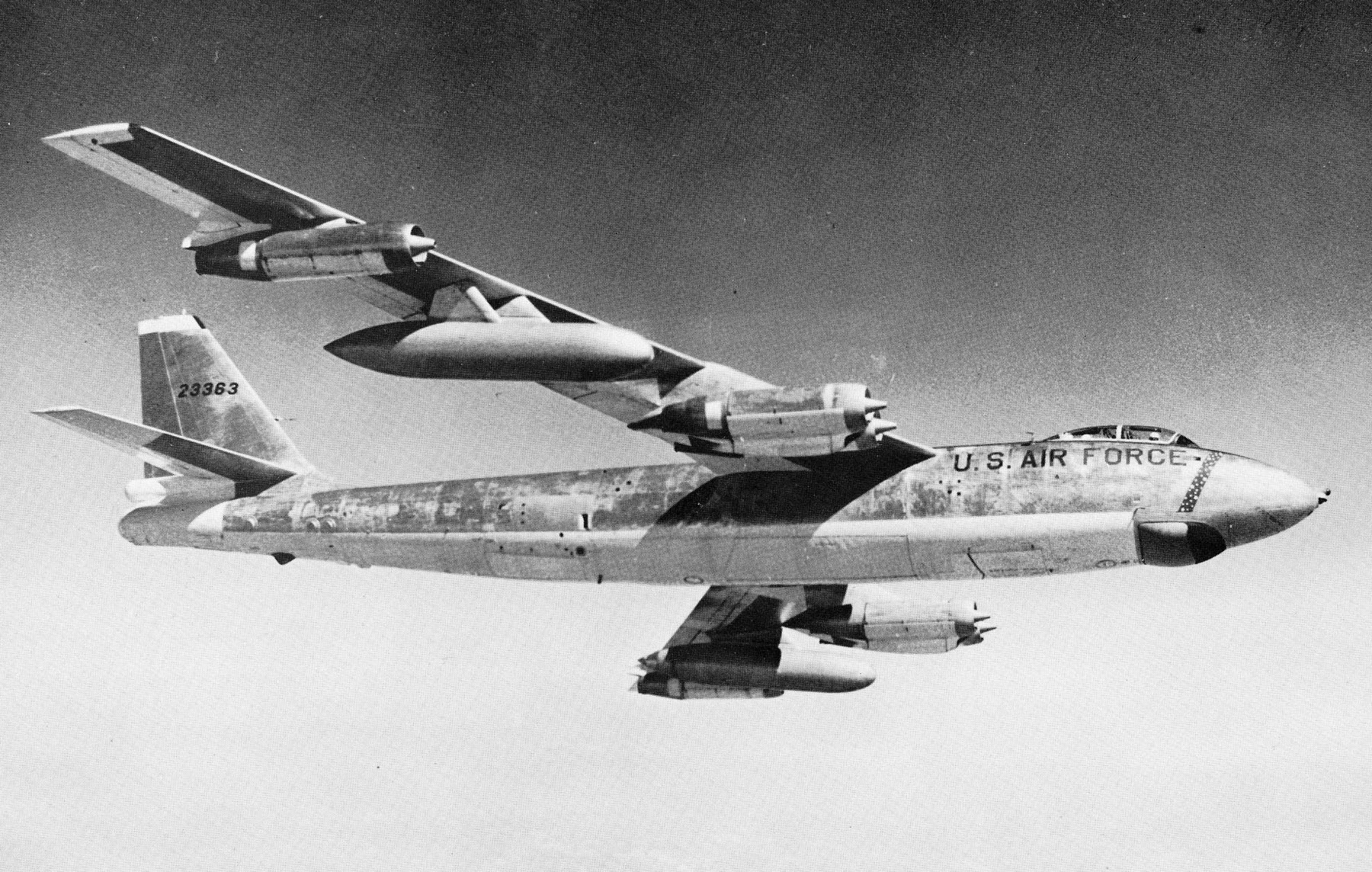
B-47 E in de vlucht

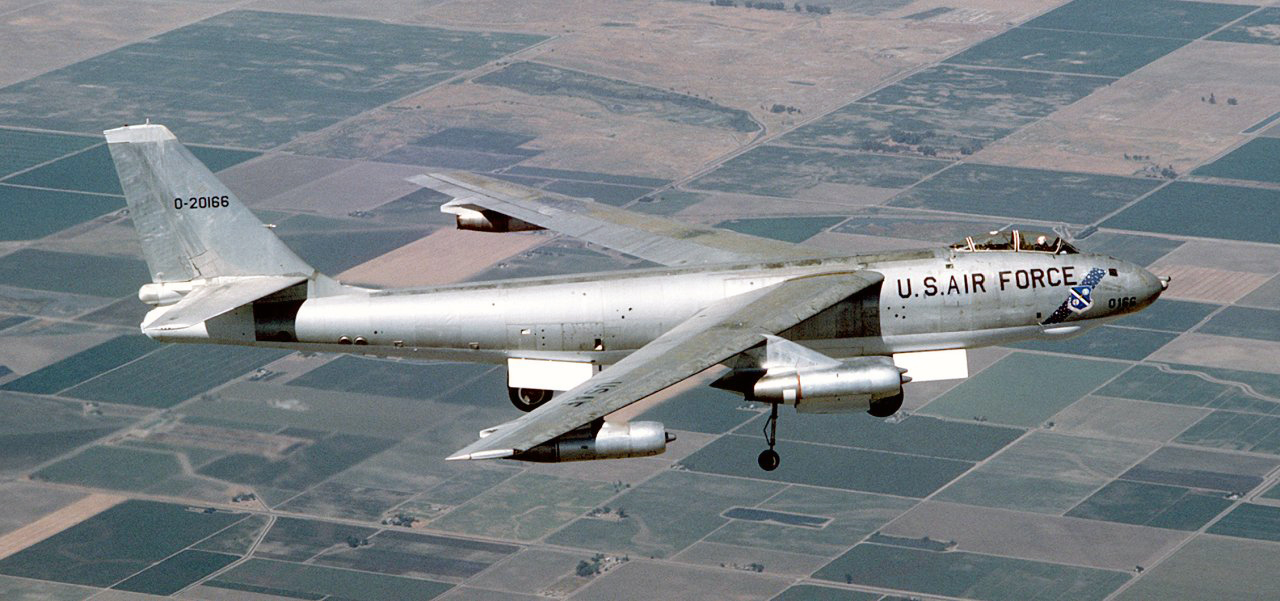
Het laatste gerestaureerde exemplaar in 1986

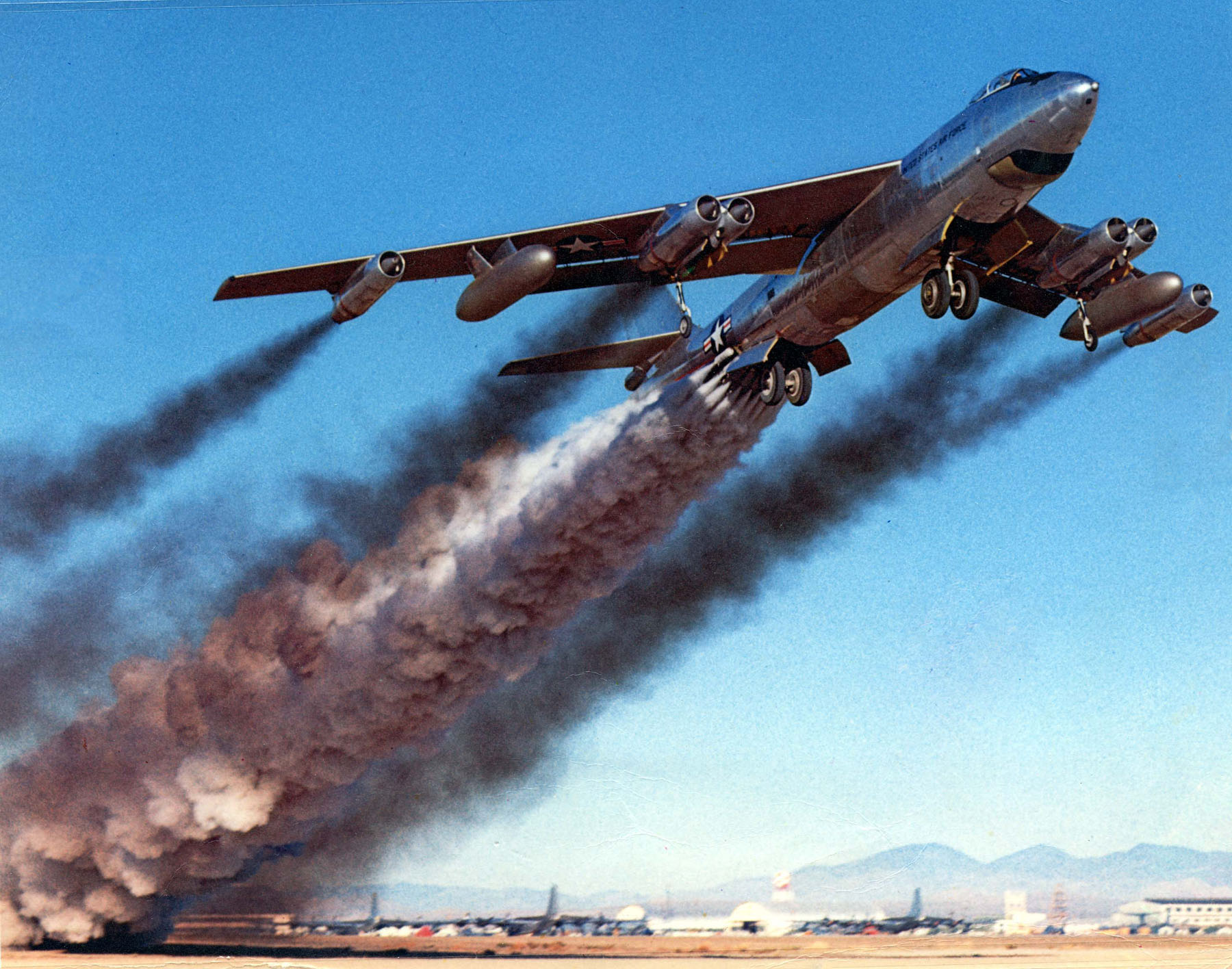
Rocket-assisted take-off (RATO)

De Boeing B-47 Stratojet is een USAF-bommenwerper voor de middellange afstand die werd ontworpen om met hoge subsone snelheid het luchtruim van de Sovjet-Unie binnen te dringen.
Het toestel was gebouwd volgens een totaal nieuw naoorlogs concept dat ook veel heeft bijgedragen in de ontwikkeling van latere straalpassagiersvliegtuigen. De Stratojet is nooit daadwerkelijk in gevechtsacties geweest en was de ruggengraat van het Strategic Air Command (SAC) in de jaren 1950.
De bemanning bestond uit een commandant, vlieger en radarnavigator. De commandant en vlieger zaten achter elkaar in een cockpit boven op de romp; de radarnavigator zat voor in de neus. De B-47 Stratojet werd bij SAC opgevolgd door de B-52 Stratofortress en de Convair B-58 Hustler die vervolgens weer door de General Dynamics F-111 opgevolgd werd. Het SAC had B-47’s van diverse types operationeel in de periode van 1951-1965; er zijn totaal 2042 Boeing B-47’s afgeleverd.

## Geschiedenis

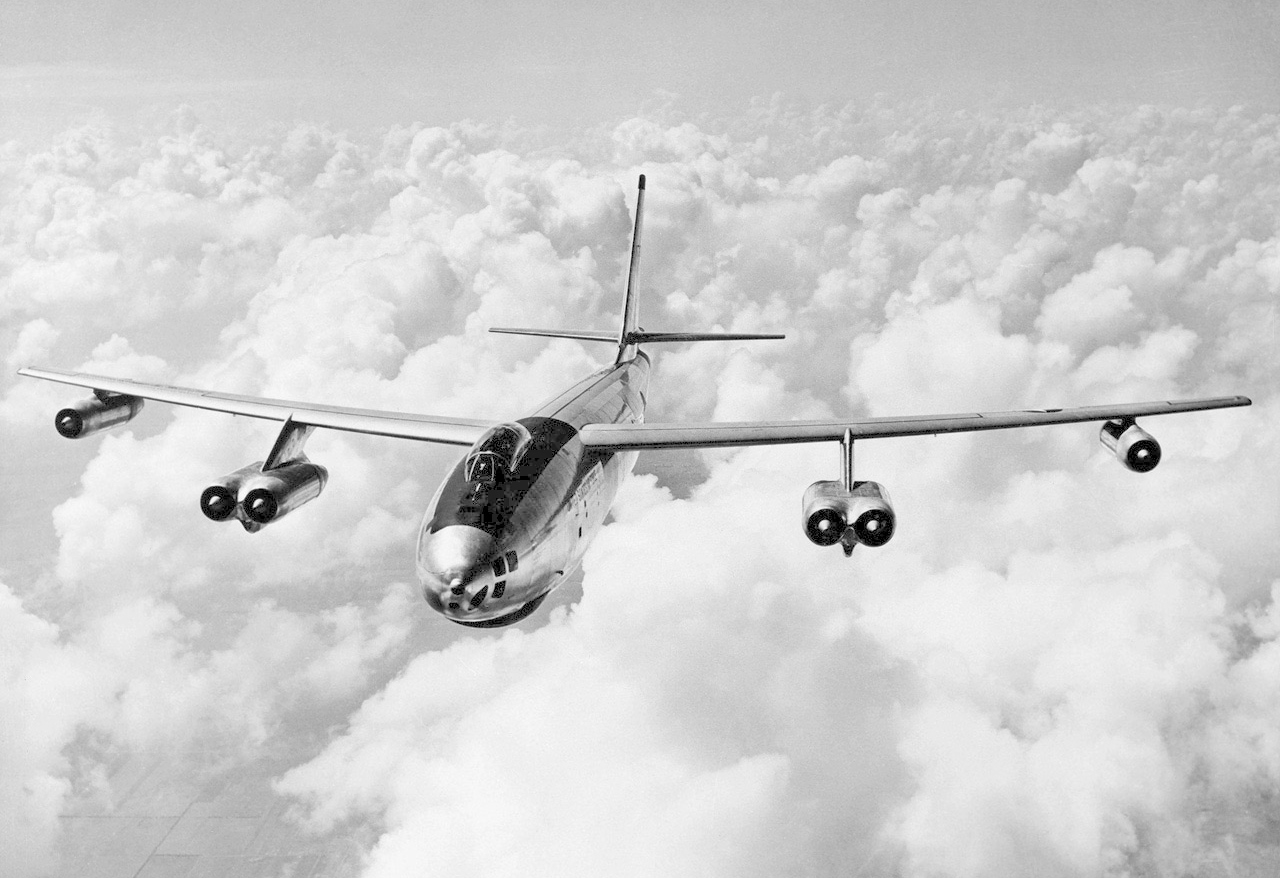

De eerste XB-47 (2 gebouwd) vloog als prototype in december 1947 maar werd pas in 1953 operationeel.
De B-47A (10 gebouwd) test en evaluatietoestellen vlogen in september 1948.
De B-47B (399 gebouwd) werd de eerste operationele bommenwerperversie in april 1951.
De B-47 C en D waren experimentele toestellen die nooit in productie zijn gegaan.
De B-47 E (1341 gebouwd) werd vanaf januari 1953 de standaard SAC-versie. Dit toestel had sterkere J47-motoren met methanol/water-injectie voor extra stuwkracht tijdens de start en de mogelijkheid voor het gebruik van extra afwerpbare rocket-assisted take-off (RATO)-raketten die aan de achterzijde om de romp heen konden worden gemonteerd.
In 1956 bezat de USAF 28 Wings met B-47-bommenwerpers en 5 Wings met RB-47-verkenningstoestellen.
De B-47’s waren toen de ruggengraat van Amerika’s strategische nucleaire vergelding. Zij opereerden vanaf bases in Engeland (Fairford, Alconbury, Greenham Common, Mildenhall), Marokko (Sidi Slimane, Nouasseur, Ben Guerir), Spanje (Moron), Alaska (Eielson Air Force Base) en Guam (Andersen Air Force Base).
De bemanningen trainden op minimum interval take offs (MITO), waarbij de toestellen binnen 15 seconden van elkaar opstegen om zo snel mogelijk in de lucht te zijn. Deze MITO-oefeningen waren zeer gevaarlijk door de veroorzaakte turbulenties; bovendien veroorzaakten de water/methanol-motorinjectie en RATO-raketten een dikke zwarte rook die de achteropkomende toestellen het zicht belemmerde.
RB-47 E (240 gebouwd) was de in 1959 uitgebrachte verkenningsversie; deze kon alleen fotoflitsbommen afwerpen en was geschikt gemaakt voor fotografische cartografie.
RB-47H (32 gebouwd) was de versie voor het vergaren van allerlei Russische elektronische dataverwerking. Van dit type werd in 1960 boven de Barentszzee een toestel door de Sovjetluchtmacht afgeschoten; de bemanning kwam om.
ERB-47H (3 gebouwd) werd de electronic intelligence (Elint)-versie met drie man extra bemanning. Van dit type werden in 1960 twee toestellen boven de Barentszzee door de Sovjetluchtmacht afgeschoten; vier bemanningsleden kwamen om, de overigen werden een jaar later vrijgelaten.
RB-47K (15 gebouwd) was de versie die werd gebruikt voor het verzamelen van weergegevens en radioactieve resten van Sovjetkernproeven.
De laatste echte B-47-productielijn stopte in 1957 hoewel latere modificaties nog wel werden uitgevoerd. In 1959 deed de Boeing B-52 zijn intrede en werden de B-47’s geleidelijk uitgefaseerd.
Gedurende deze tijd veranderden de operaties van karakter. Het bombarderen van grote hoogte werd vervangen door het uitvoeren van lage penetratievluchten waarna vlak bij het doel steil werd geklommen en de atoombommen tijdens de klim werden afgeworpen. Het toestel rolde daarna meteen weg en vluchtte voordat de bom explodeerde. Deze over the shoulder-procedure werd continu getraind.
De laatste B-47-Wings werden in 1963 gedeactiveerd en in 1965 waren geen USAF B-47-bommenwerpers meer operationeel; de USN gebruikte ze incidenteel voor tests tot 1976.
De overgebleven B-47’s werden omgebouwd tot QB-47 drones (radiografisch bestuurde doelen) en in de jaren ’60 en ’70 op die manier vernietigd.
De allerlaatste B-47 vlucht was in juni 1986 naar het museum op Castle Air Force Base in Californië. Er zijn ongeveer vijftien B-47’s overgebleven voor static display.

## Inzet
De enige B-47’s die min of meer bij gevechtsacties waren betrokken waren de RB-47-verkenners. Deze toestellen opereerden van praktisch elke vliegbasis vanwaar ze de Sovjet-Unie konden bereiken en drongen in het Sovjet-luchtruim om hun radar en luchtafweer te testen.
Vaak kwamen deze toestellen met geluk weer terug. Tijdens minimaal vijf missies werd er op ze geschoten en tijdens drie missies werd een RB-47 door de Sovjetluchtmacht neergeschoten.